# Classe Wave
Os navios tanque da classe Wave são uma classe de navios tanque em serviço na Frota Real Auxiliar. Os navios da classe tem como objetivo fornecer combustível, comida, água potável, munição e outros suprimentos para navios da Marinha Real em missões ao redor do mundo. A classe é composta por duas embarcações, RFA Wave Knight e RFA Wave Ruler. Os navios foram construídos visando a substituição da antiga classe Ol. Os dois navios prestaram serviço em vários locais, incluindo operações de combate às drogas e de prestação de socorro a furacões no Mar do Caribe, atividades antipirataria em torno do Chifre da África, e patrulhas dissuasivas no Atlântico Sul. No início de 2022, ambos os navios foram designados para o status de "prontidão estendida" (ou seja, reserva não tripulada). Em Novembro de 2024, o governo trabalhista recentemente eleito indicou que ambos os navios seriam retirados de serviço até Março de 2025.

## História
Em 1997 um contrato foi firmado com a Vickers Shipbuilding and Engineering Ltd (Marconi Marine VSEL) para a construção dos navios. A construção do RFA Wave Knight começou no estaleiro Barrow-in-Furness da VSEL em 1998 e o navio foi lançado em 2000. Em 1999 com a aquisição da Marconi Electronic Systems e sua subsidiária Marconi Marine, a British Aerospace se tornou BAE Systems. A BAE se tornou dona da VSEL em Barrow e dos estaleiros Yarrow e Govan no Clyde. A construção do RFA Wave Ruler  foi transferida para Govan em 2000 e o navio foi lançado em 2001. Os dois navios entraram em serviço no ano de 2003.

## Projeto
Os navios possuem a capacidade de fornecer combustível e outras cargas líquidas para embarcações por meio de plataformas de reabastecimento localizadas nas vigas de bombordo e estibordo, além de uma plataforma de popa do tipo carretel Hudson. Ao apoiar operações anfíbias, os navios também podem entregar combustível para dracones bage posicionados ao lado. A carga de equipamentos inclui guindastes (para o manuseio de suprimentos e reabastecimento na popa), aparelhos de direção e leme, guinchos/guinchos controlados por tiristores e guinchos de amarração de tambor duplo. Os navios podem transportar até 16.000 m³ (565.000 pés cúbicos) de líquidos e 500 m³ (18.000 pés cúbicos) de sólidos gerais. Além disso, contam com um sistema de osmose reversa que possibilita a produção de 100 m³ (3.500 pés cúbicos) de água potável por dia. 
Os navios foram construídos com cascos duplos visando reduzir ou evitar a poluição ambiental causada por acidentes como, derramamentos de óleo, ou caso ocorram danos significativos no casco externo. 
Os navios podem operar um helicóptero Merlin HM1, ou outros helicópteros de tamanho similar, a partir de um hangar e convés de voo na popa.
Os navios têm uma tripulação padrão de 80 membros da Frota Real Auxiliar, com capacidade para mais 22 membros da Marinha Real para conduzir operações de helicópteros e sistemas de armas. Eles transportam uma equipa médica completa e uma enfermaria e se necessário são capazes de distribuir 2.000 pacotes de ajuda de emergência.

## Navios
| Nome        | identificação | Construtor                                       | Ordenado            | Batimento de quilha     | Lançado                | Comissionado        |
| ----------- | ------------- | ------------------------------------------------ | ------------------- | ----------------------- | ---------------------- | ------------------- |
| Wave Knight | A389          | VSEL (mais tarde BAE Systems), Barrow-in-Furness | 12 de março de 1997 | 22 de outubro de 1998   | 29 de setembro de 2000 | 8 de abril de 2003  |
| Wave Ruler  | A390          | BAE Systems Barrow-in-Furness                    | 12 de março de 1997 | 10 de fevereiro de 2000 | 9 de fevereiro de 2001 | 27 de abril de 2003 |

## Futuro
Foi relatado que a BAE Systems propôs fornecer ao Brasil uma variante da classe Wave para o programa PROSUPER. Os navios seriam adaptados para atender às necessidades específicas de aviação, suprimentos e pessoal da Marinha do Brasil. Em junho de 2018, foi divulgado pela imprensa brasileira que o Ministério da Defesa do Reino Unido havia oferecido a venda de um ou ambos os tanques da classe Wave para a Marinha do Brasil.
Em junho de 2020, o RFA Wave Ruler foi relatado como estando em prontidão estendida (reserva não tripulada).
Em fevereiro de 2022, foi relatado que ambos os navios seriam mantidos em "prontidão prolongada".
Em junho de 2023, foi sugerido que, devido à escassez de pessoal, ambos os navios seriam desativados e potencialmente vendidos no exterior. No entanto, no mesmo mês, James Cartlidge, Ministro de Estado do Ministério da Defesa, declarou que ambos os navios seriam mantidos em prontidão prolongada até 2028, com a opção de reativá-los, se necessário.
No dia 20 de novembro de 2024, o Secretário de Estado da Defesa John Healey anunciou que a classe Wave seria desativada para economizar custos.

## Galeria

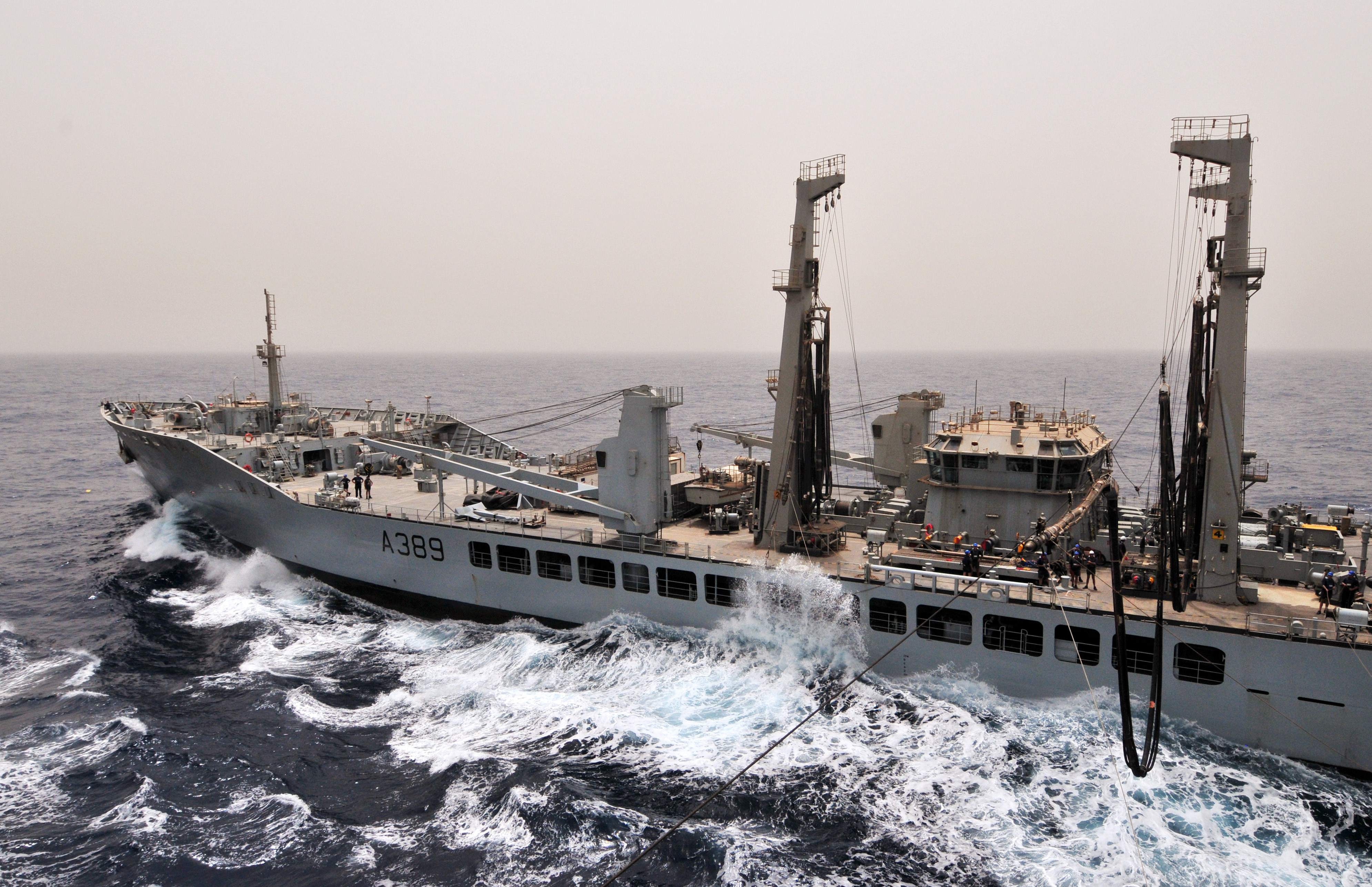
Wave Knight se prepara para transferir combustível para o navio de assalto anfíbio USS Bataan (LHD 5) durante um reabastecimento no mar.
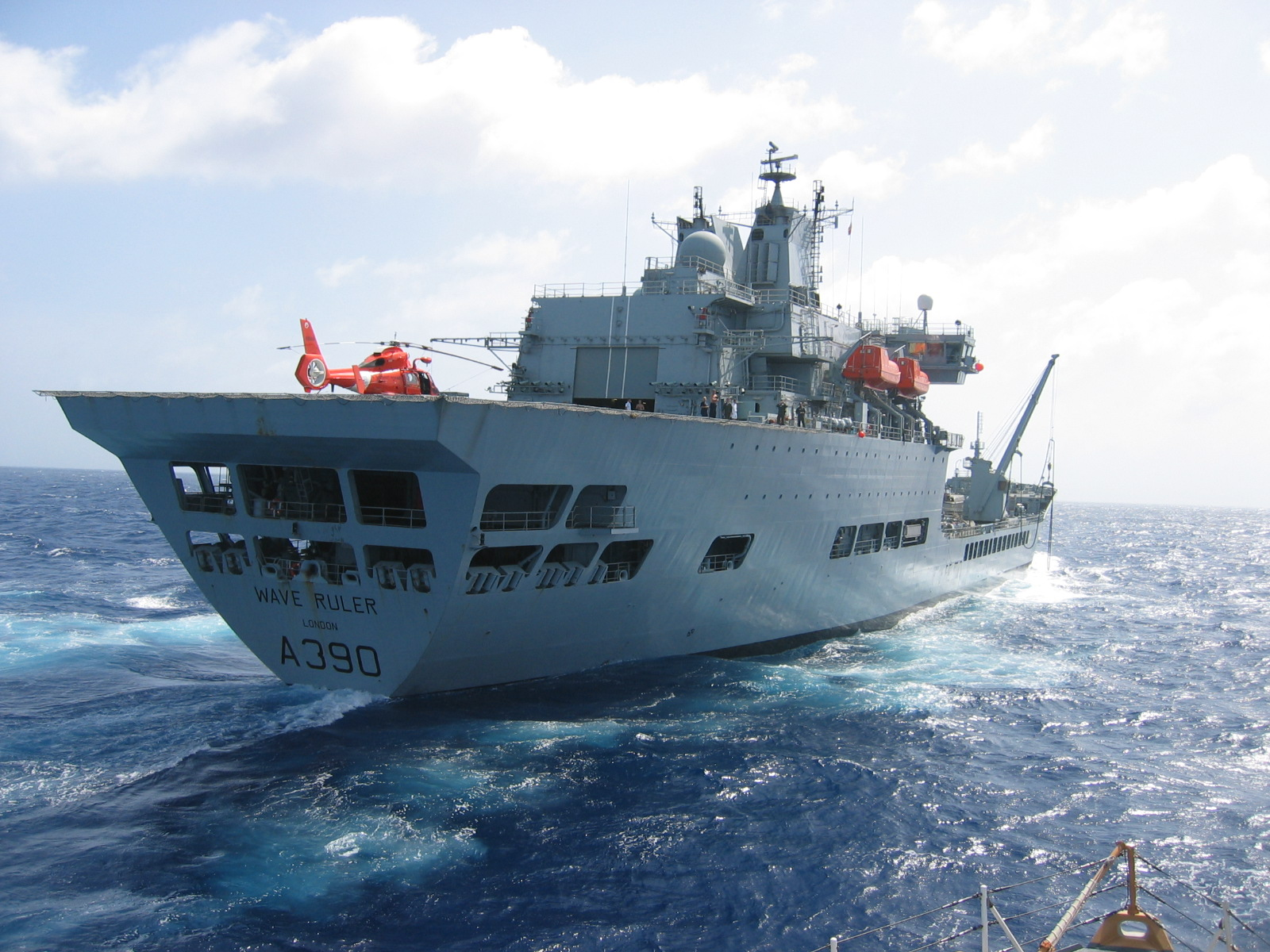
Wave Ruler em andamento com um helicóptero Eurocopter HH-65 Dolphin da Guarda Costeira dos Estados Unidos embarcado
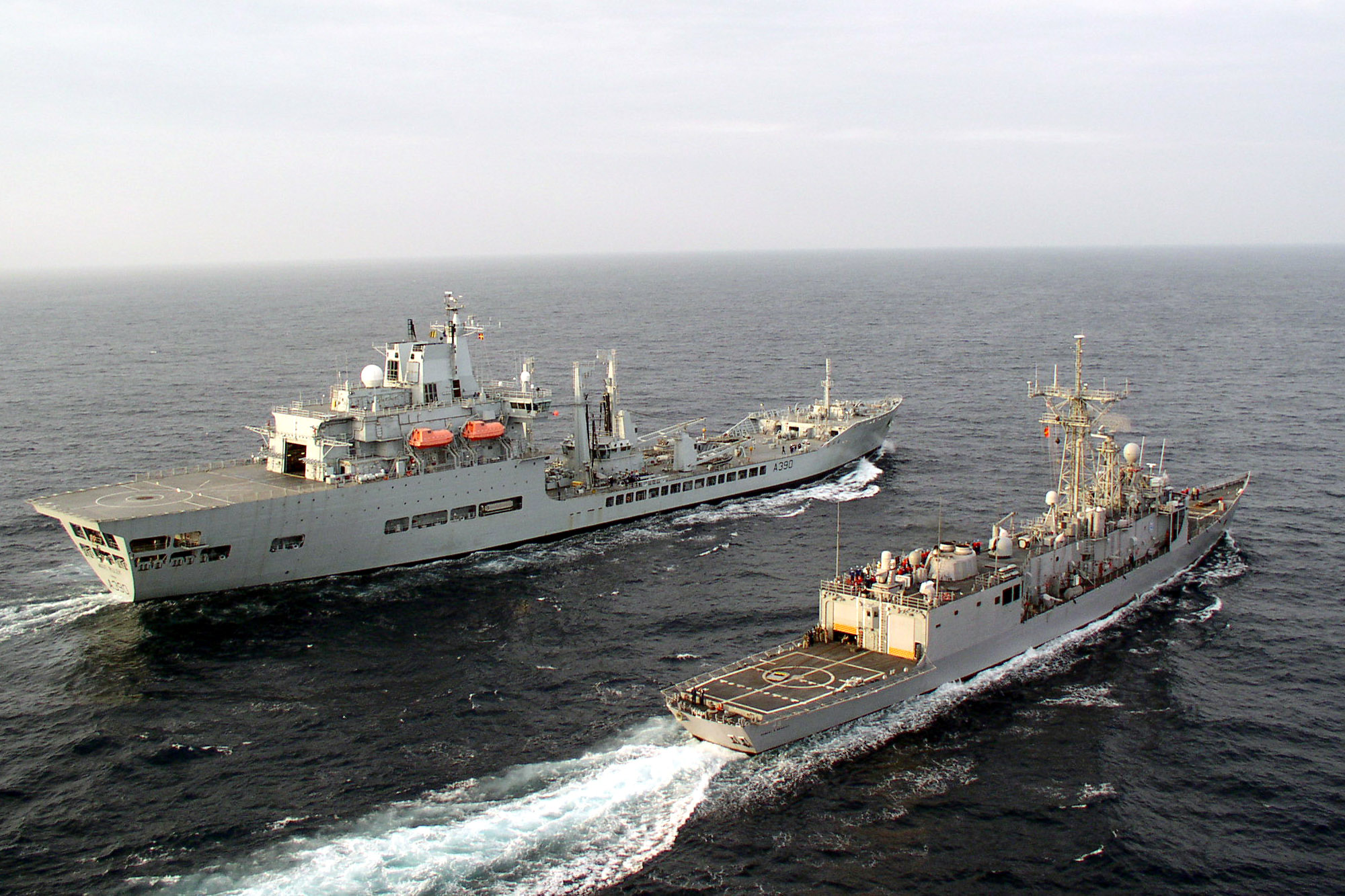
Wave Ruler (fundo) reabastece USS Robert G. Bradley (FFG-49) no Oceano Pacífico.
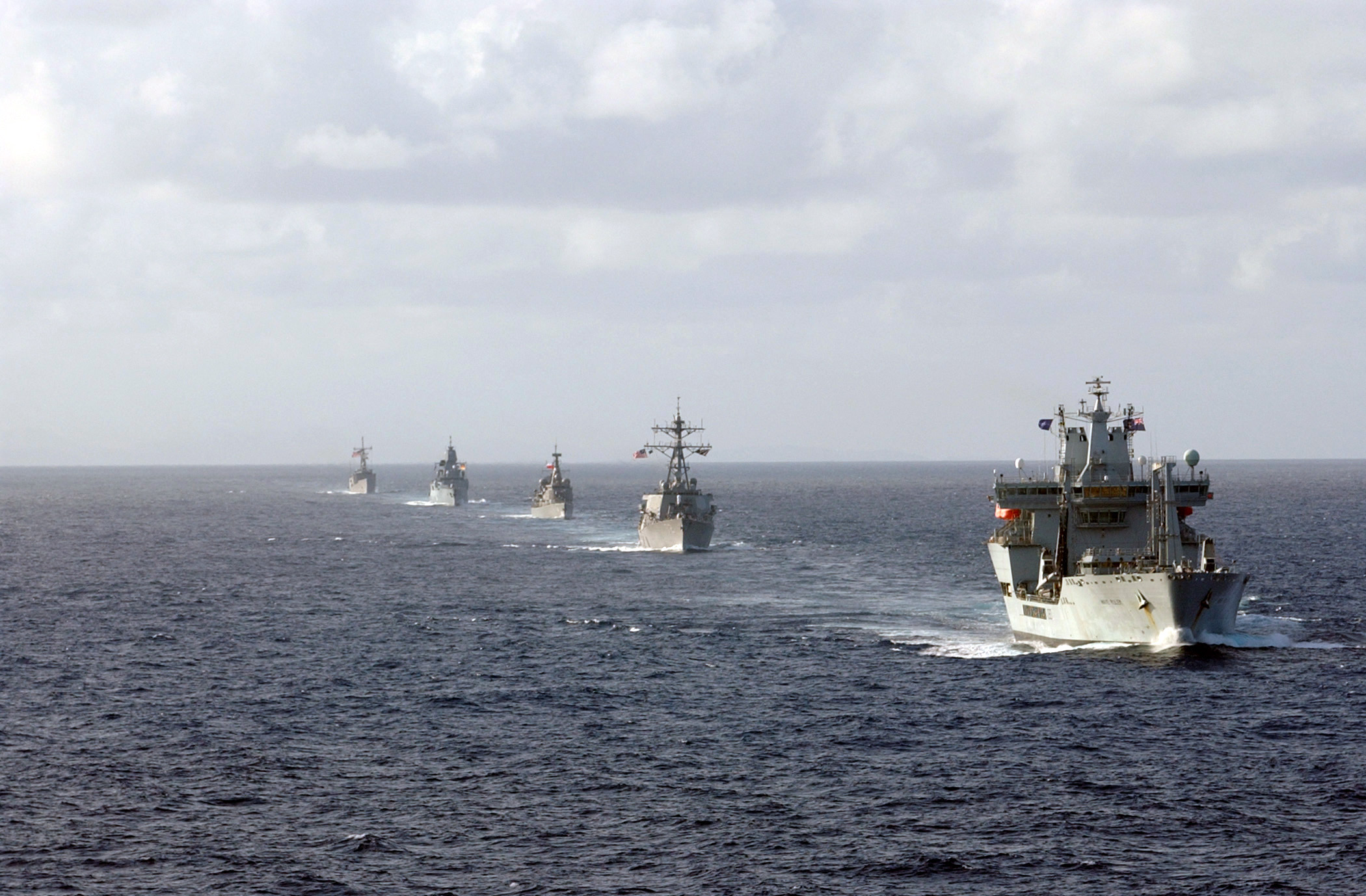
Wave Ruler (primeiro plano), USS Mahan (DDG-72), Almirante Latorre FFG-14, Sachsen e USS Samuel B. Roberts (FFG-58) navega em formação.
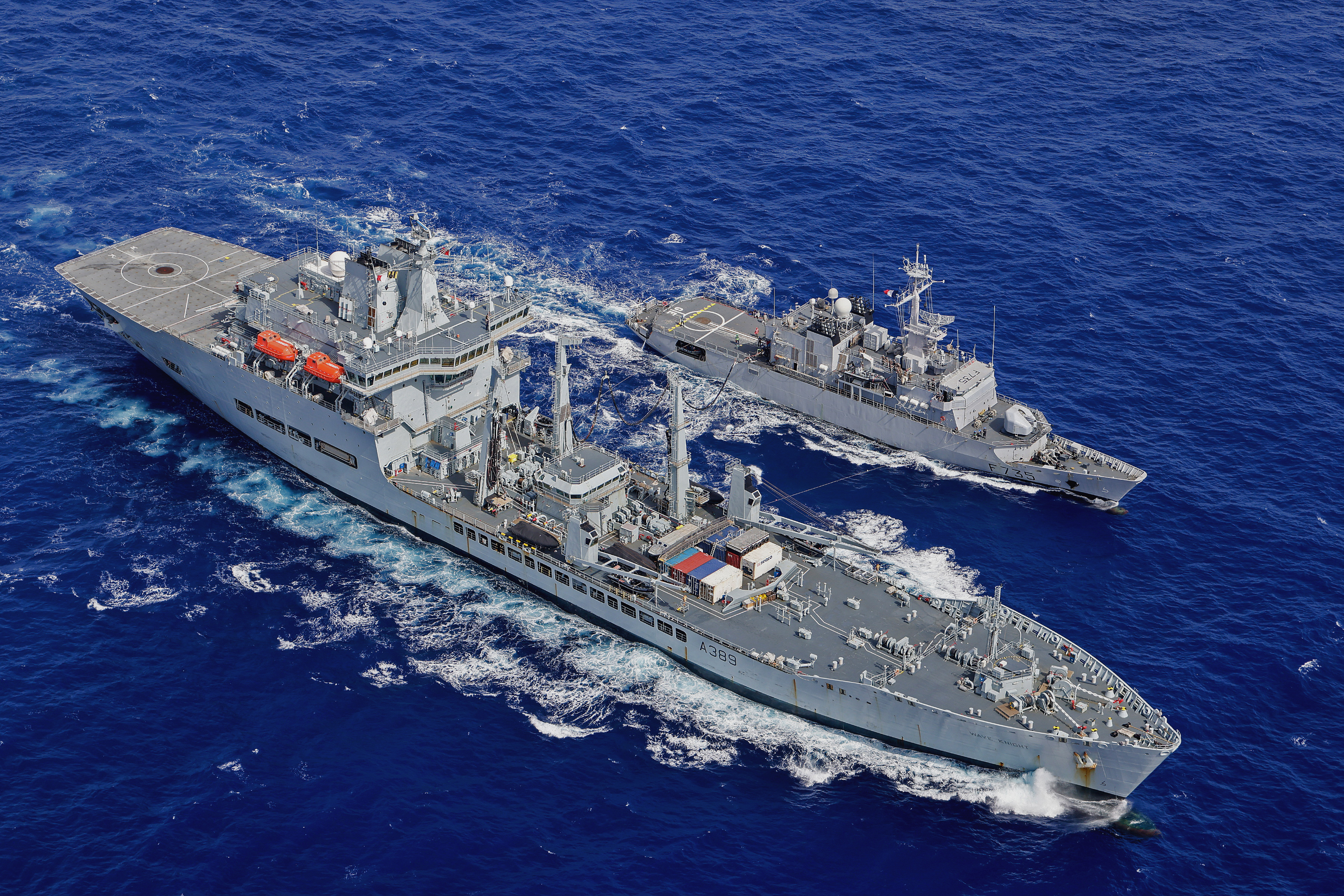
Wave Knight reabastecendo a fragata francesa Germinal .